# 黄冈机场
黄冈机场是一个曾计划在湖北省黄冈市建设的机场。机场选址曾计划选定在黄冈市蕲春县。但因湖北国际物流核心枢纽落户鄂州，黄冈机场预选址距离鄂州花湖机场仅20余公里，原黄冈机场与鄂州机场项目已经合二为一。

## 建设历程
2010年左右，湖北省、黄冈市有关方面开始筹备建设黄冈机场。
2013年8月，黄冈机场被纳入国家民航发展“十二五”规划，蕲春县彭思镇被定为首选场址。
2014年9月，在国务院印发的《长江经济带综合立体交通走廊规划》中，黄冈机场被纳入机场规划重点项目。
2015年4月，国家发改委印发《长江中游城市群发展规划》，提出启动新建黄冈机场。
2015年5月，湖北省人民政府出台《关于扩大有效投资促进经济稳定增长的若干意见》，提出“积极推进……黄冈蕲春机场前期工作”。湖北省人民政府办公厅印发《省人民政府关于国家长江经济带发展战略的实施意见》，提出规划建设黄冈等机场。
2015年6月，国家发改委印发《大别山革命老区振兴发展规划》，提出“加快黄冈机场前期工作”。
2015年8月，湖北省人民政府办公厅印发《湖北省航空产业发展规划（2015—2020年）》，提出“兴建……黄冈机场等支线机场”。
2015年11月，国家发改委、交通运输部联合印发《城镇化地区综合交通网规划》，黄冈机场被列入“长江中游地区规划重点工程”
2016年3月5日，第十二届全国人民代表大会第四次会议召开。会上通过的《中华人民共和国国民经济和社会发展第十三个五年规划纲要》中，“鄂州/黄冈”机场合二为一并被纳入规划新增运输机场。
2016年4月6日，国家民航局正式批复鄂州民用机场选址报告，同意将鄂州燕矶作为推荐场址。原黄冈机场计划流产。
2017年7月24日，湖北省发改委印发《湖北省“十三五”民用航空发展及中长期机场建设规划》，再次提出将在远期布局黄冈机场。